# 조은수
조은수(曺恩粹, 2004년 3월 12일~)는 대한민국의 축구 선수이다.

## 구단 경력
2023년 1월 10일, J3리그 구단 FC 류큐에 입단했다.
2023년 4월 1일, FC 기후와의 경기에서 리그 데뷔전을 갖게 되었다.